# Naegleria fowleri
Naegleria fowleri (popularmente chamada de "Ameba Devoradora de Cérebros")  é uma ameba de vida livre que pode ser encontrada na água ou solo, sendo a única espécie de Naegleria que pode infectar seres humanos, resultando na patologia conhecida como Meningoencefalite Amebiana Primária, conhecida pela sigla MAP.
N. fowleri podem invadir e atacar o sistema nervoso humano. Embora isso raramente ocorra, tal infecção quase sempre resulta na morte da vítima. A letalidade é estimada em mais de 97%.

## Ecologia
A Naegleria fowleri está presente no mundo todo, podendo apresentar-se em três formas evolutivas distintas: Cisto, considerada forma de resistência, Flagelada, forma em que se encontra na água, em vida livre, e forma trofozoíta, encontrada em casos de infecção no homem. Seus locais de proliferação mais comuns são lagos, rios e piscinas sem manutenção apropriada e pobremente clorificadas, além do solo. É interessante notar que a Naegleria é extremamente suscetível às condições do meio, como o pH e a concentração de hipoclorito, elemento utilizado no tratamento da piscina. É um protozoário considerado termofílico e termotolerante, pois, além de ser resistente à temperaturas elevadas, tem certo tropismo por águas quentes e paradas.
Estudos de universidades americanas e brasileiras, como do doutor De Jonckheere, encontraram cistos da ameba em diversos locais inesperados, como poeira hospitalar, filtros de aparelhos de ar condicionado e garrafas de água mineral.

## Infecção
A infecção por Naegleria era bastante rara, mas ultimamente alguns casos vem sendo detectados. Ocorre em lagos e rios, geralmente em água doce, tendo preferência por águas termais de temperatura elevada (35ºC - 46ºC). Existem outros tipos de Naegleria, como a N. australiensis e a N. lavaniensis, porém apenas a N. fowleri causa doença em humanos, segundo estudos na área. A ameba é infectante somente na forma trofozoíta. A MAP ocorre principalmente em crianças saudáveis, adultos jovens e não-imunocomprometidos. Os casos reportados em todo o mundo mostram uma mortalidade de 97%.
Um estudo conduzido por Barnett traz dois exemplos de casos. A paciente nº 1 chegou ao hospital com fortes dores de cabeça, vômitos constantes, o médico fez o procedimento padrão, mas não encontrou um agente etiológico grave, dando alta para a menina (9 anos). Dois dias depois ela retorna ao hospital, com convulsões agudas, febre (39,9 ºC), rigidez na nuca, as medições respiratórias e cardiovasculares apresentavam alterações. Os índices glicêmicos estavam elevados (203 mg/dl). Após a realização de uma Tomografia computadorizada, notou-se um edema cerebral. Foi identificada uma migração de linfócitos para a região cerebral e meníngea, caracterizando infecção por algum microrganismo. A patologia clínica não conseguiu identificar cistos, nódulos ou necrose na área afetada. Posterior autópsia observou estado avançado de meningite com hemorragia e necrose dos bulbos olfatórios e tronco cerebral.
A paciente nº 2 apresentava de modo geral os mesmos sintomas de sua amiga, porém com algumas ressalvas, como: contratibilidade ventricular esquerda diminuída e atividade cerebral drasticamente afetada. A paciente entrou em óbito 3 dias após o aparecimento dos sintomas.
A contaminação do microrganismo através da cavidade nasal ocorre durante a inalação ou aspiração de pó contaminado, aerossóis ou, mais frequentemente, a água. O organismo penetra a mucosa e migra através dos nervos olfativos até alcançar a membrana aracnóide, onde se dissemina pelo SNC, levando ao óbito.
Aparecimento dos sintomas de infecção começam cerca de cinco dias (o intervalo vai de um a sete dias) após a exposição. Os primeiros sintomas incluem, mas não se limitam a alterações de paladar e cheiro, dor de cabeça, febre, náuseas, vómitos e torcicolo. Sintomas secundários incluem confusão, alucinações, falta de atenção, ataxia e convulsões. Após o início dos sintomas, a doença progride rapidamente ao longo de três a sete dias, com a morte ocorrendo de 7 a 14 dias após a exposição.

## Tratamento
Por tratar-se de uma doença extremamente rara, existem poucos relatos de casos e, sobretudo, de sucesso no tratamento. O relato de caso realizado por uma equipe da universidade Chinesa de Hong Kong, reporta o caso de contaminação de um motorista de caminhão pelo trofozoíta Naegleria fowleri, que devido a um tratamento Anfotericina B, Rifampicina e Cloranfenicol obteve sucesso no tratamento, o estudo é o primeiro existente na área, datado de 1992.
O motorista de caminhão tinha o hábito de ir em cidades vizinhas para levar carga e durante o trajeto, tinha o hábito de se banhar em lagos de águas termais presentes nas regiões vizinhas de Hong Kong, porém estes lugares são muito propícios de possuir Naegleria fowleri no ambiente, uma vez que o trofozoíta é termofílico e de vida livre. O paciente entrou para admissão no hospital sem apresentar muitos sintomas, só apresentava dor de cabeça matinal e turvação na visão, outros sintomas típicos de infecção por Naegleria Fowleri como febre, tontura, desorientação e rigidez do pescoço não foram encontrados.
O diagnóstico neurológico realizado via tomografia computadorizada mostrou lesão na região parieto-occipital direita, com intenso edema circundante e efeito de massa (compressão das estruturas cefalorraquidianas gerada pelo aumento de pressão intracraniana). Também foi realizada uma Craniotomia seguida de biópsia, o que após o exame microscópico mostrou indícios de ingestão de eritrócitos por amebas. Um exame de imunodeficiência foi feito para Entamoeba histolytica, apresentando resultado negativo.
Três dias depois, ele desenvolveu convulsões generalizadas e sinais de aumento da pressão intracraniana. Foi repetida a tomografia no cérebro, que mostrou edema na região occipital-direita do lóbulo. Uma lobectomia occipital descompressiva, a inserção de um cateter ventricular e remoção da aba de osso foram realizadas a sua condição deteriorou-se com coma, febre e progressiva e elevação da pressão intracraniana de até 35 mmHg.
Um exame do líquido cefalorraquidiano mostrou uma concentração de proteína de 4,3 g e níveis normais de glicose, a coloração de Gram mostrou um grande número de leucócitos, mas não bactérias. Achados de Mycobacterium e fungos também foram negativos. Doze dias após a primeira operação, mostrou um abscesso na região frontal direita, esta foi aspirada através de um orifício e o pus drenado. A análise do material mostrou amebas vivas e o exame morfológico destes organismos confirmou a presença de Naegleria fowleri.
O tratamento foi a base de Anfotericina B 60mg/dia e Rifampicina 450mg/dia e Cloranfenicol intravenoso foi utilizado para evitar contaminação bacteriana. Passadas 4 semanas após a ministração das drogas, o quadro do paciente começou a mostrar sinais de melhora, recuperou a consciência e não apresentou mais febre. Outra tomografia 9 semanas após a 1ª cirurgia mostrou que a lesão cerebral havia sido resolvida e as únicas sequelas foram uma hemiplegia esquerda, paralisia do olhar conjugado, negligência unilateral e um déficit de memória.
A maioria dos tratamentos adotam, então, este tipo de protocolo, por este ter sido um caso de sucesso na clínica da MAP.